# Urmitz
Urmitz là một đô thị ở huyện Mayen-Koblenz bang Rheinland-Pfalz, phía tây nước Đức. Đô thị Urmitz có diện tích 3,77 km².